# 博溫山
75°45′S 161°03′E / 75.750°S 161.050°E
博溫山是南極洲的山峰，位於維多利亞地，屬於阿爾伯特親王山脈的一部分，處於霍華德山西南面11公里，海拔高度1,875米，現時由南極條約體系管理。